# Auferstehungskirche (Köln-Buchforst)

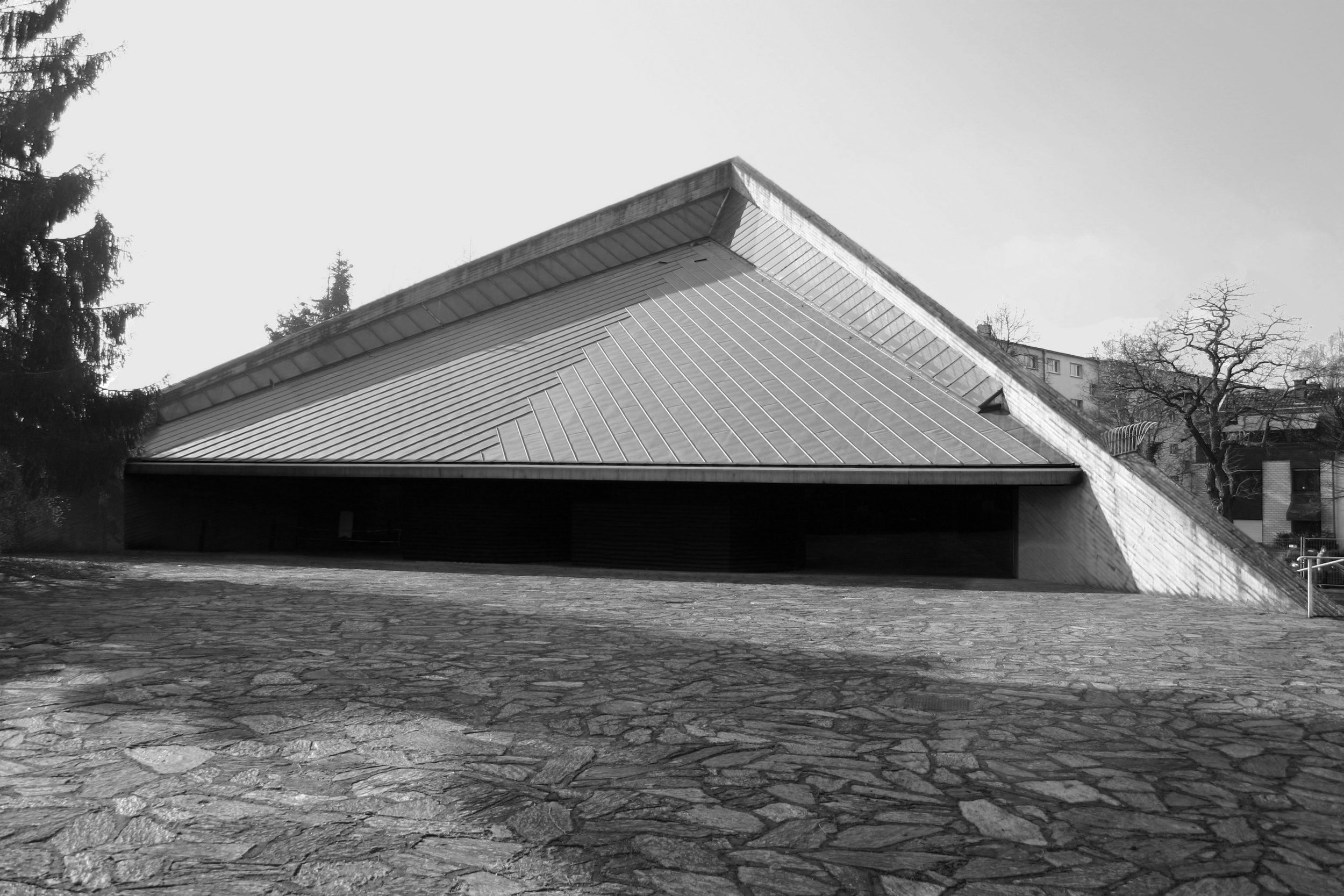
Auferstehungskirche Köln-Buchforst (Kulturkirche Ost) im Februar 2009

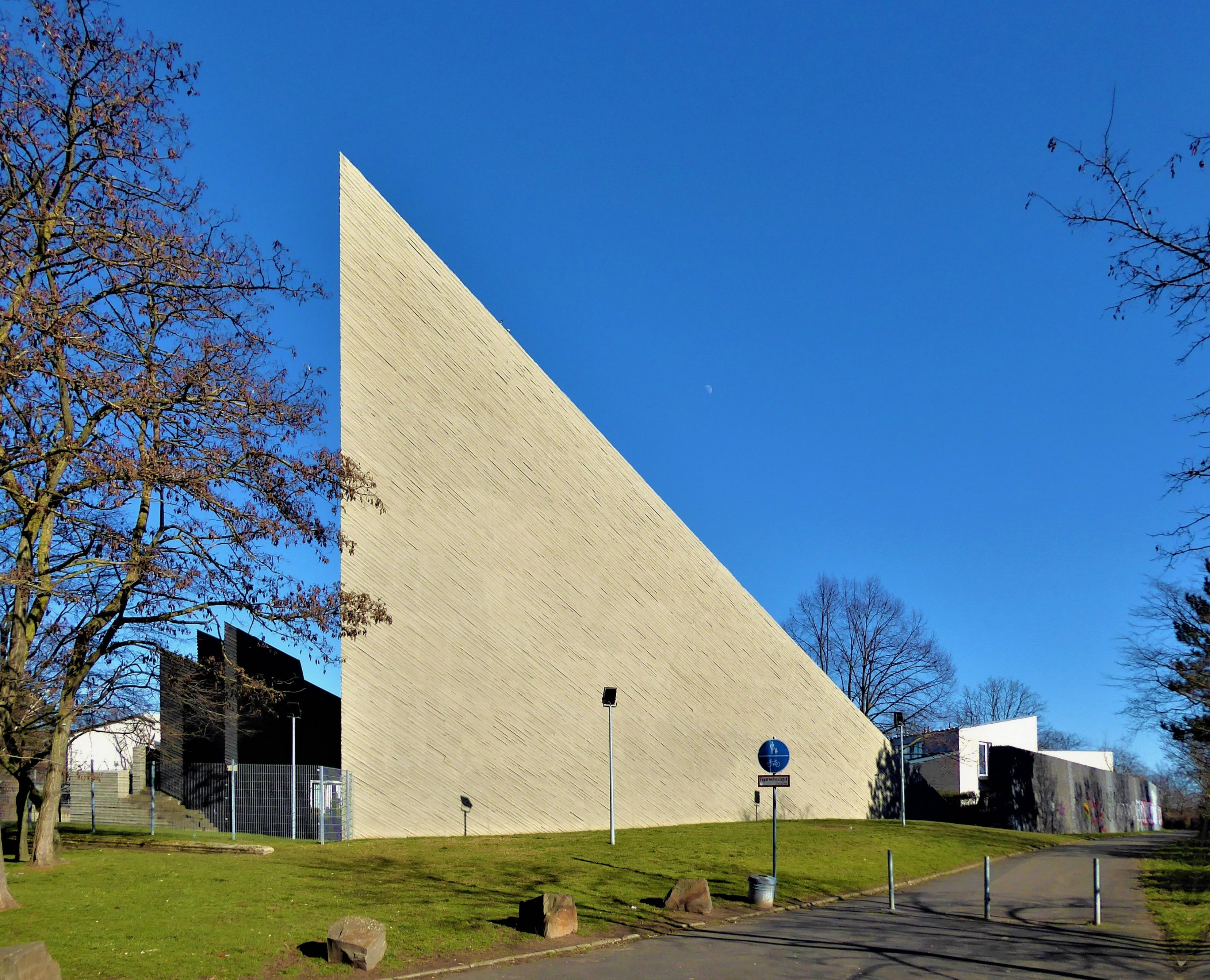
DIeAuferstehungskirche im Februar 2021

Die Auferstehungskirche, bekannt als Kulturkirche Ost in Köln-Buchforst ist ein 1968 eingeweihter, moderner evangelischer Kirchenbau mit Gemeindezentrum, gestaltet von den Architekten Georg Rasch und Winfried Wolsky. Die Trägerschaft übernahm 2012 die kommunale Wohnungsbaugesellschaft GAG Immobilien zur Förderung des Standortes durch kulturelle Veranstaltungen. Die Kirche gilt als herausragendes Beispiel evangelischer Kirchenarchitektur der Nachkriegszeit und wurde im Jahre 1992 unter Einbeziehung der Hofbepflasterung unter Denkmalschutz gestellt. Die Gebäude wurden im Mai 2005 von der evangelischen Kirchengemeinde aufgegeben und im Rahmen eines Modellprojektes einer neuen Nutzung zugeführt. Dabei blieben das Kirchengebäude und die Pflasterung des Hofes erhalten, die Nebengebäude wurden erneuert.

## Geschichte

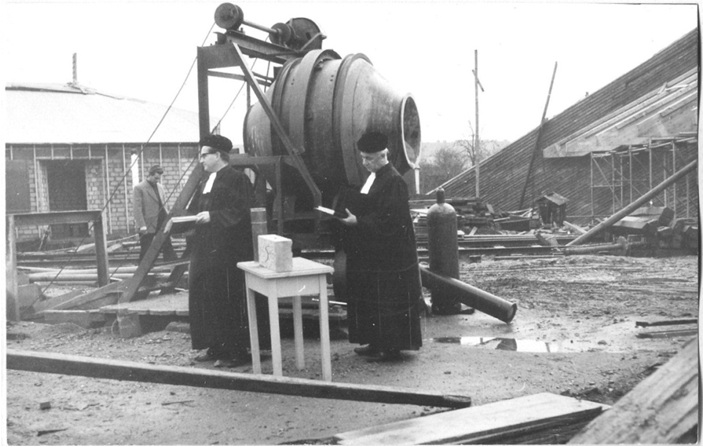
Grundsteinlegung 1965: Pfarrer Schäfer und Superintendent Mielke

Buchforst ist ein in den 1920er bis 1930er Jahren entstandener Siedlungsbezirk. In der Nachkriegszeit zogen viele evangelische Heimatvertriebene zu; die Bevölkerung nahm zu. Deshalb kam der Wunsch nach einem evangelischen Kirchenneubau mit angeschlossenem Gemeindezentrum auf. Beauftragt wurden die Architekten Georg Rasch und Winfried Wolsky. Baubeginn war 1965. Am 10. März 1968 wurde die Auferstehungskirche eingeweiht.

## Architektur

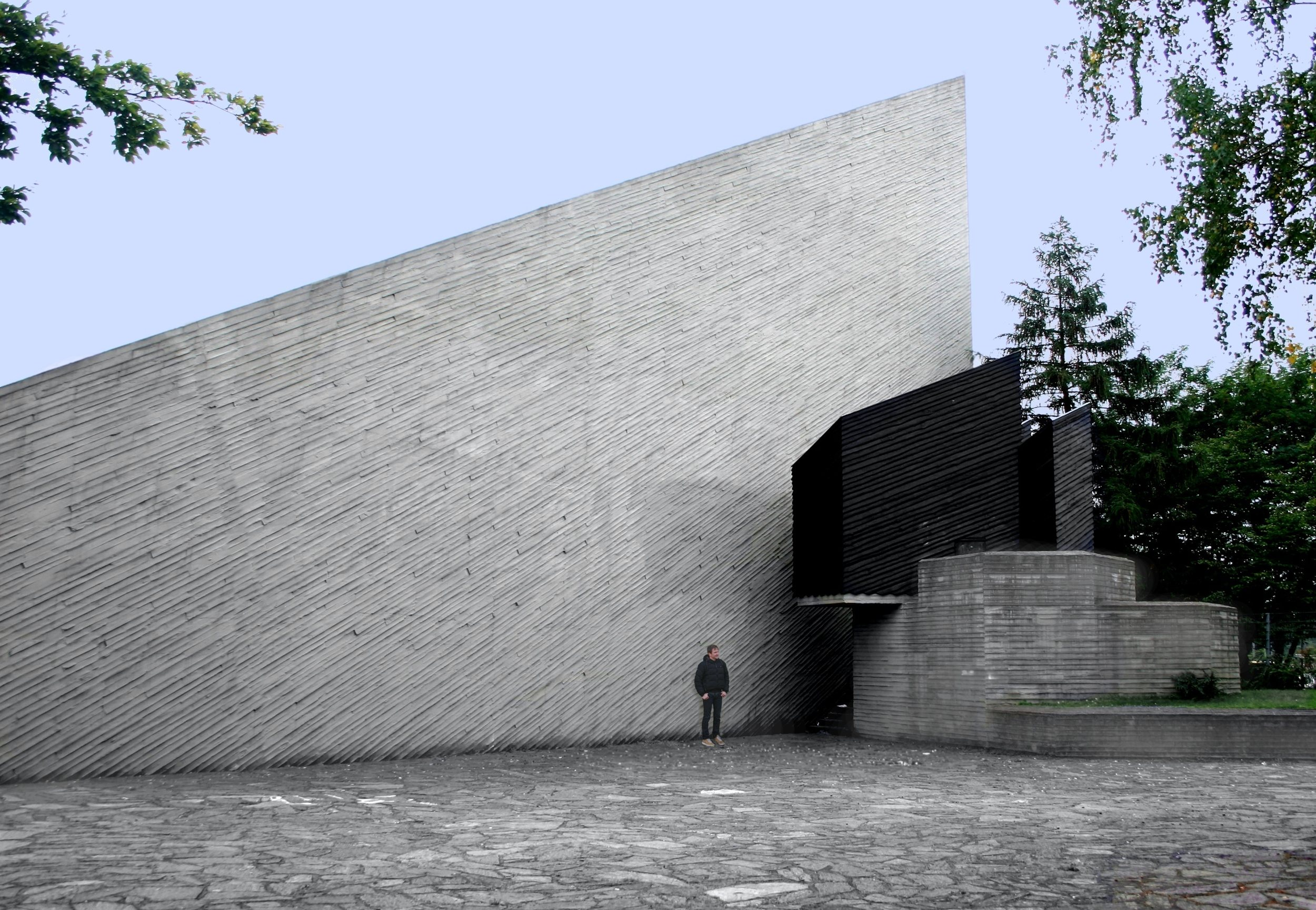
Seitenansicht und glockenturmartiger Vorbau, im Februar 2009

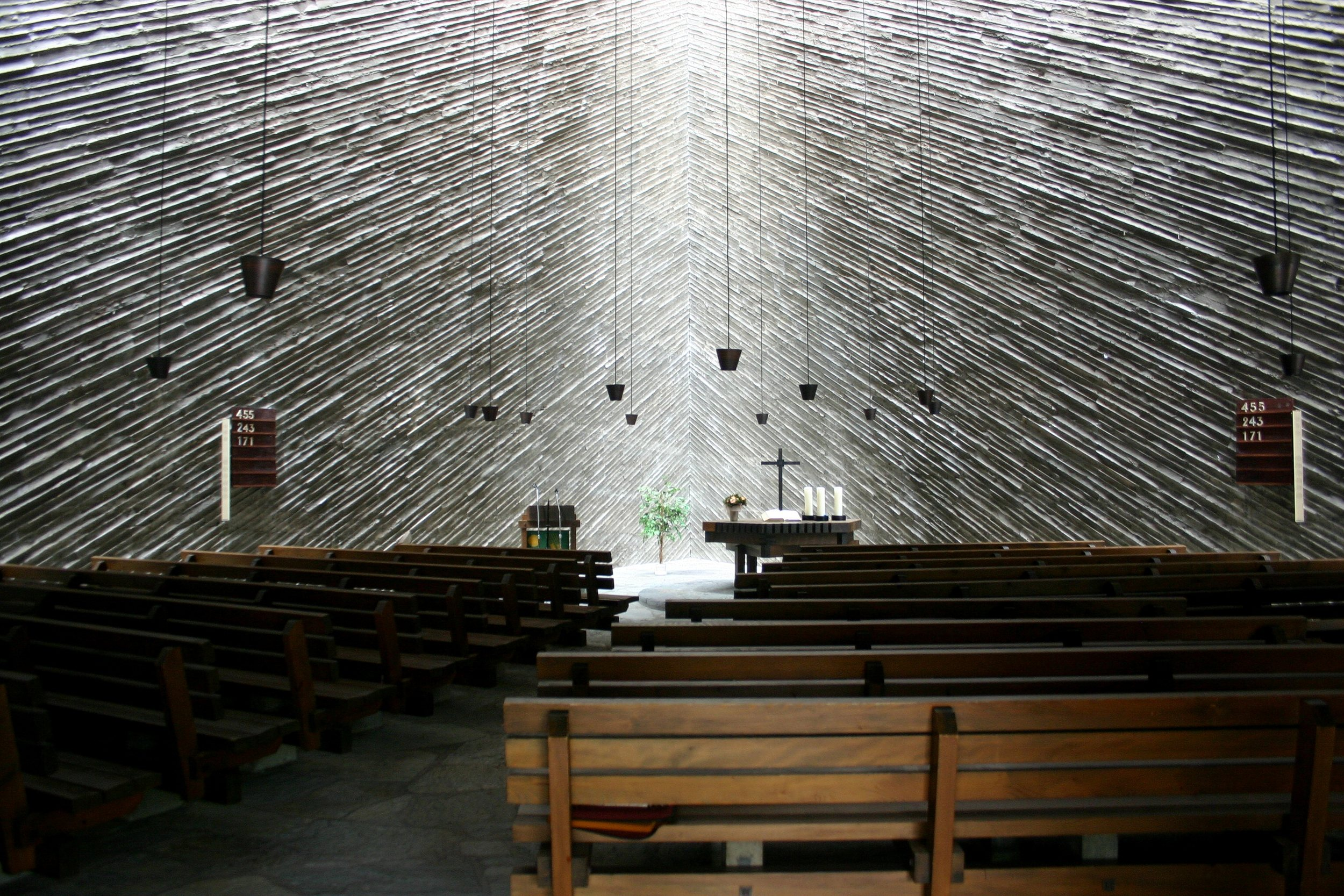
Innenraum bei natürlichem Lichteinfall, im Februar 2009

Auf Straßenhöhe gelegen befindet sich der Vorplatz, dessen rechte Seite von einem skulpturartigen Objekt besetzt ist, das als optischer Ersatz eines Glockenturmes dient. Die Fassade ist im oberen Bereich mit Holz und im unteren Teil mit horizontal verlaufendem Schalungsabdruck versehen.
Das Hauptgelände befindet sich auf einer oberhalb des Straßenniveaus gelegenen Fläche. Der Zugang erfolgt über eine sich verengende Treppe in Richtung eines Platzes, der halbkreisförmig von eingeschossigen Gebäuden umschlossen wird, in denen sich das Gemeindezentrum und diverse Nebenräume befinden. Die Fassaden sind mit dunklen horizontal verlaufenden Holzbohlen verkleidet, die ein wenig an Blockhütten erinnern. Die Giebeldächer sind mit Kupferblech versehen. Der Boden des gesamten Platzes besteht aus Bruchsteinen und setzt sich im Kirchengebäude übergangslos fort.
Das Kirchengebäude hat die Form eines unregelmäßigen Tetraeders. Die beiden senkrecht stehenden Elemente bestehen aus Beton, der außen wie innen den groben Abdruck des Schalungsmaterials zeigt, welcher schräg von unten in Richtung Spitze verläuft.
Der Schalungsabdruck entspricht dem Negativ der verwendeten Holzbohlen. Von vorne ist das – ebenfalls aus Kupferblech gefertigte – Dach dominierend, welches sich von der Spitze des Gebäudes bis auf eine Höhe von etwa 2,50 Meter erstreckt. In der Mitte der Vorderfront befindet sich der Eingang, links und rechts daneben jeweils ein holzverkleideter Vorbau, gefolgt von einer vollflächigen Verglasung, die bis an den Rand des Gebäudes reicht.
Der Innenraum ist sehr karg gestaltet und besteht im Wesentlichen aus schräg platzierten Holzbänken und einem kleinen Altar. Durch die – im Randbereich des Daches befindlichen – Lichtbänder wird die Struktur der Betonwand durch natürliches Licht in Szene gesetzt, wobei sich die Hauptlichtmenge im Altarbereich konzentriert. Die Deckenkonstruktion besteht aus Holz. Die künstliche Beleuchtung wird über diverse, auf die gleiche Ebene herunterhängende kegelförmige Lampen realisiert. Die frühere Dombaumeisterin der Stadt Köln, Barbara Schock-Werner schreibt: „Ein genialer Entwurf ist die Auferstehungskirche allemal.“
Seit 2011 komplettiert die Skulptur „Andachts- und Gebetsraum“ der Künstlerin Barbara Kraemer an der nördlichen Seite des Vorplatzes das Ensemble.

## Modellprojekt
Im Rahmen des im Februar 2006 durch das Ministerium für Bauen und Verkehr, NRW beschlossene Modellvorhaben „Kirchenumnutzungen in Nordrhein-Westfalen“ wurde die Auferstehungskirche neben dreizehn anderen aus einer Gruppe von inzwischen mehreren hundert aufgegebenen Kirchen ausgewählt. Durch eine Zusammenarbeit der Stadt Köln, der Kirche und anderer Beteiligter fand man schnell einen Vorschlag der Umnutzung und stellte ihn dem Ministerium vor.
Unter Beteiligung der kommunalen Wohnungsbaugesellschaft GAG Immobilien, die in unmittelbarer Nähe mehrere Großsiedlungen betreibt (Siedlung Kalkerfeld, „Weiße Stadt“ und „Blauer Hof“, 1927–1931 Architekt: Wilhelm Riphahn) wurde ein Konzept beschlossen, das bis Mitte 2010 an der Stelle des ehemaligen Gemeindezentrums eine neue Bebauung mit stationären Heimplätzen, einer ambulanten Wohngemeinschaft für Demenzkranke und fünf behindertengerechte Wohnungen vorsah. Dieses Bauvorhaben wurde im Jahre 2012 fertiggestellt. Die GAG übernahm erstmals in ihrer Geschichte die Trägerschaft über ein Gotteshaus. Das Kirchengebäude darf weiterhin von der evangelischen Gemeinde genutzt und zudem für sozio-kulturelle Veranstaltungen als „Kulturkirche Ost“ genutzt werden. Seit 2013 wird ein Kulturprogramm aus Lesungen, Ausstellungen, Musik, Kabarett, philosophischem Café sowie Kultur-Kino zusammengestellt, um die soziale Begegnungsstätte „Kulturkirche Ost“ im Stadtteil zu fördern. Über 150 Veranstaltungen wurden in den ersten fünf Jahren organisiert.

## Veranstaltungen in der Kulturkirche Ost
2022
- überBRÜCKEn 2.0. Ausstellung von Sabine Losacker, Sabine Krüger und Andrea Temming
- Eden. Ausstellung der Medienkünstlerin Gudrun Barenbrock

2019
- Irmel und Felix Droese. Werke, Gedanken und Improvisationen

2018
- Svenja Glemser: Von Engeln und Kettensägen Engel-Skulpturen
- Joseph Kiblitzky: Weites, unbekanntes Russland Fotografien
- Otmar Alt. Kunst so bunt wie das Leben
- Manfred Dahmen, Ati von Gallwitz und Aliv Franz: Was wiegt Kunst ? Malerei und Skulptur
- Bertamaria Reetz: Momente, Menschen und Begegnungen Malerei und Skulptur: Kunst und Soziales[7]
- Werner Mantz und Adalbert Jaschinski: Photographie und Malerei[8]

2017
- Hommage an Heinrich Böll, Ausstellung mit Gemälden von Oliver Jordan[9]
- Kurzfilmreihe der sk-Stiftung Kultur: “Zeit meines Lebens – Begegnungen von Jung und Alt”[10]
- Beate Steven: Feelgood – Leaving the Comfort Zone Skulpturen.[11]
- Piadolla Klaus der Geiger und Marius Peters[12]
- Eine Hommage an den Sprayer von Zürich, Harald Naegeli[13]
- Chansonabend mit Ina Seifert und Michael Allan[14]
- Jürgen Becker: Volksbegehren[15]
- Heimat auf Zeit in Irland, Ausstellung über Kinderschicksale in der Nachkriegszeit
- Markus Melchers: Das Philosophische Café[16]
- Carola Eggeling, Kai Ladzinski, Malte Sonnenfeld: Zwischen den Welten[17]
- Jabbar Abdullah: Literatur aus Syrien
- Beate Rösler: Die Töchter des Roten Flusses[18]

2016
- Christo: Verhüllung auf Zeit[19]
- Klaus Staeck: Kunst für Alle
- Don Alder: Armed and Dangerous
- Horst Janson & Die Lyrischen Hausapotheker: Gutes tun mit Erich Kästner
- Konrad Beikircher: Bin völlig meiner Meinung[20]
- Dirk und Frans van Eeden, Henning Beckschulte: Erinnerungen
- Pilar Baumeister und Bernd Kebelmann:  Dasein als Dauer-Performance
- Bärbel Lange: Teppiche[21]
- Jens Müller-Herrou: Six Silver Moonbeams
- Motsi Mabuse und Angelika Kallwass
- Theo Dohmen: Der Weg ist das Ziel
- Gerd Köster u. a., Lesung innerhalb der CrimeCologne
- Hong Lei: Inszenierte Wirklichkeit
- Gerd Köster und Frank Hocker
- Eugen Ignatius: Die Suche nach Harmonie
- Jürgen Kisters: Kunst Köln-Liverpool
- Elke Heidenreich liest Heinrich Böll
- Karin Feuerstein-Prasser liest Fürst Pückler-Muskau: Reisebriefe aus Irland
- Detlef van Ravensway und Jörg W. Schirmer: Skulpturen
- Anne Siegel: Die 100-Jährige
- HA Schult: Essen für Bettler und Banker

2015
- A.R. Penck
- Jane Dunker: Mehr Babylonisches Vergnügen
- Hermann Josef Kuhna und Udo Remmes
- Buchforster Grundschüler:  Bilder und Skulpturen
- Kasalla und Sternrocker
- Christine Rath und Michael Bieres: Natures
- Wilma Oberbeck und Johanne Otten: Klatschruse
- René Böll: Irische Landschaften
- Duo Vitalis: Sol y Sombras

2014
- Klaus Kammerichs: Ins Gesicht geschrieben
- Markus Lüpertz: Mykenisches Lächeln
- Götz Sambale: Forms and Figures
- Seong-Hi Kang und Bernhard Patzack
- Böll-Archiv: Hommage an Heinrich Böll
- Lars Käker: Spektrum Mensch
- Heinz Diekmann: Malerei für Mensch und Tier
- Sara Bennett
- Bettina Mauel: Hommage an Pina Bausch
- Brele Scholz: Skulpturen
- Alexander Jakimenko: Zeichnungen und Collagen
- Duo Joncol: Una Noche Española

2013
- Turkish Chamber Orchestra
- Gregory Bernstein: Skulpturen

## Fotogalerie

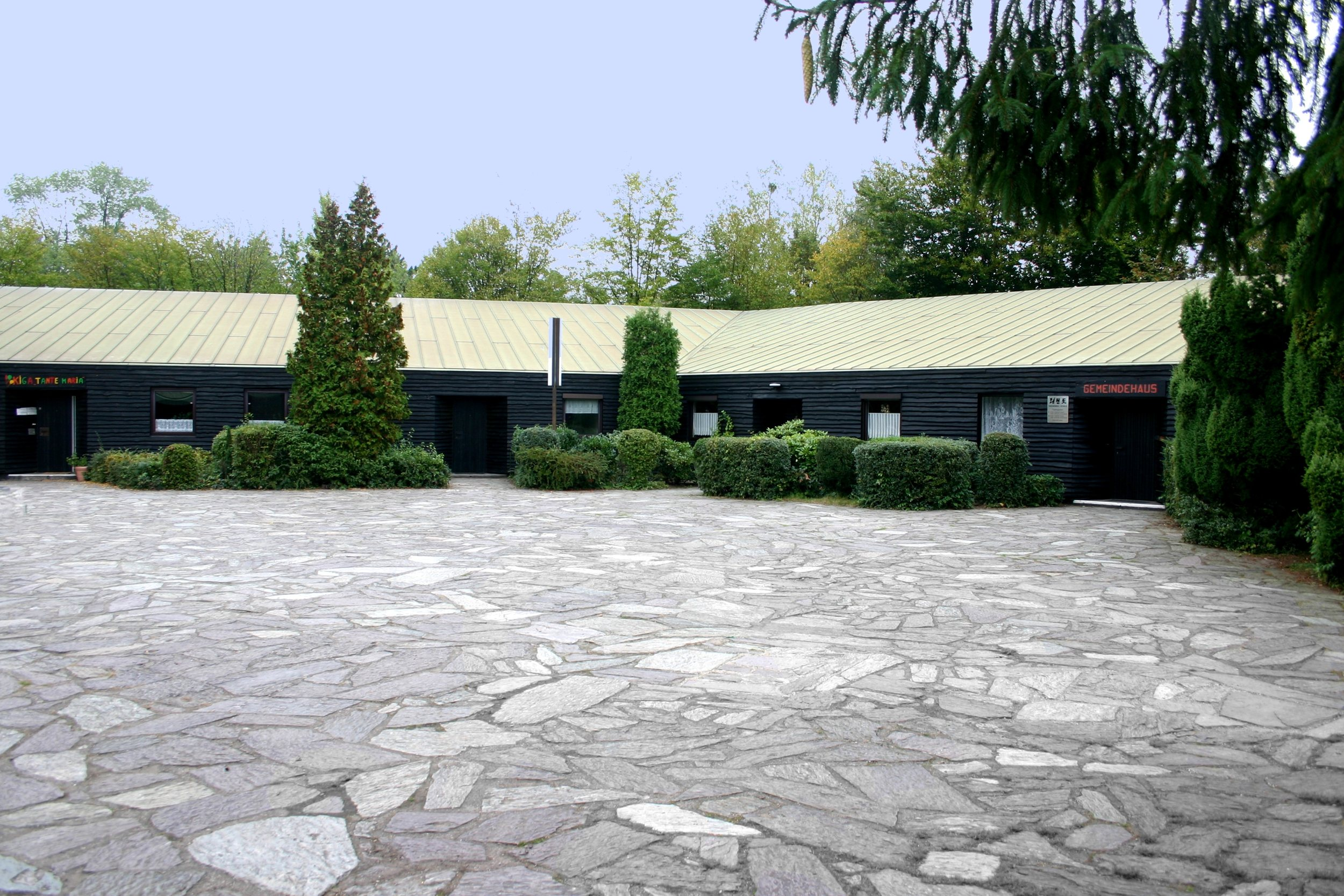
Gemeinderäume und Bepflasterung (inzwischen abgerissen)
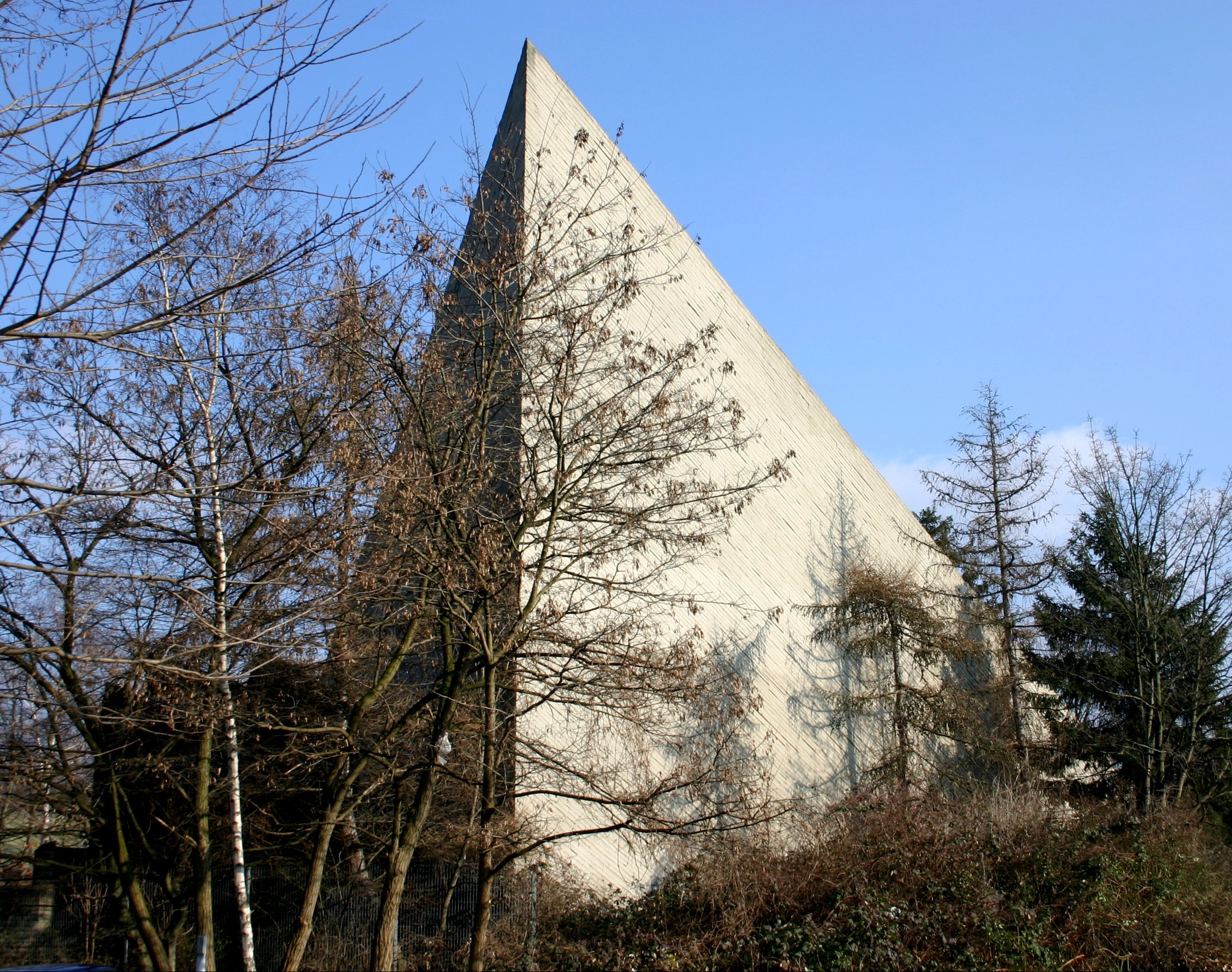
Ansicht aus Richtung Straße
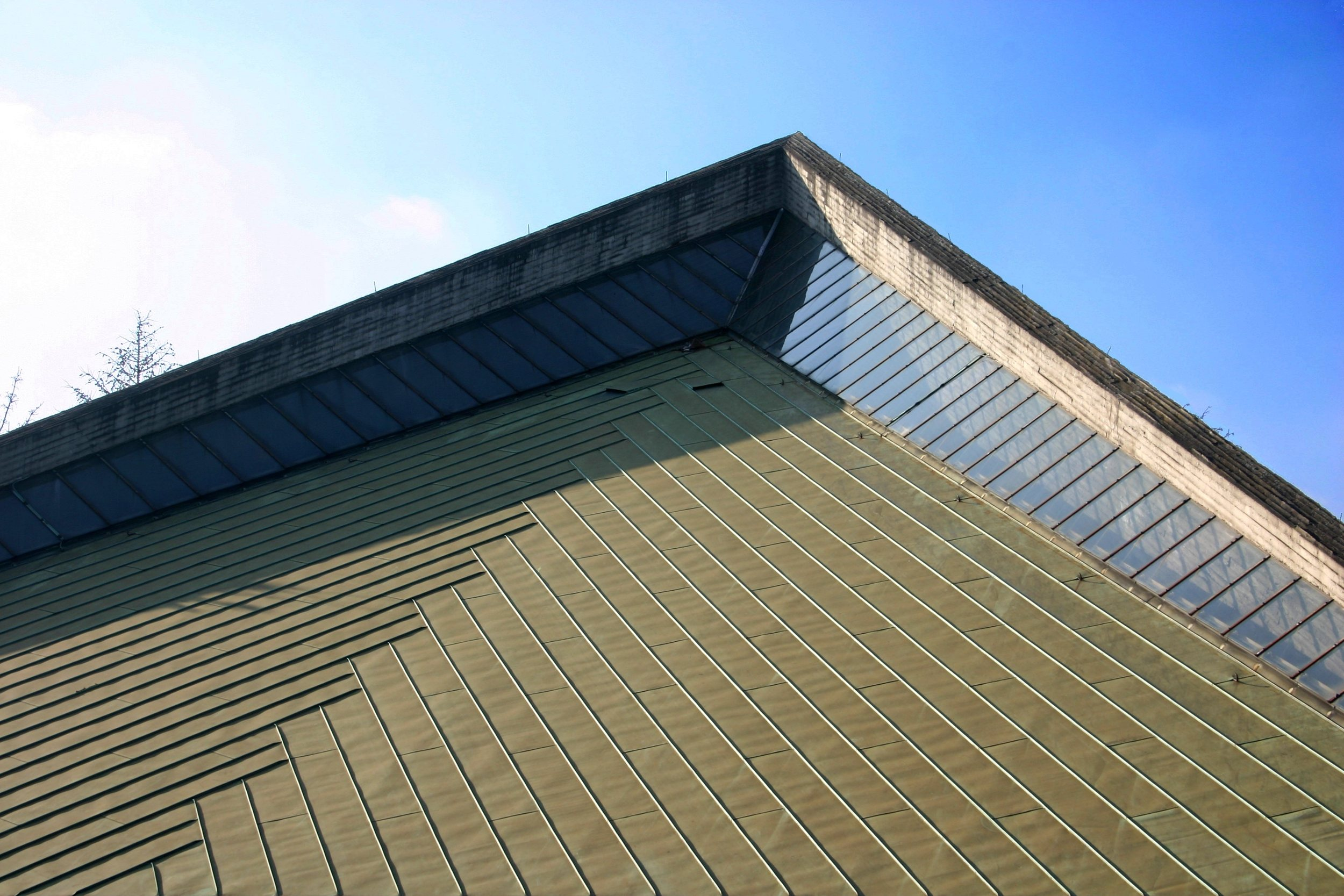
Detail des Daches
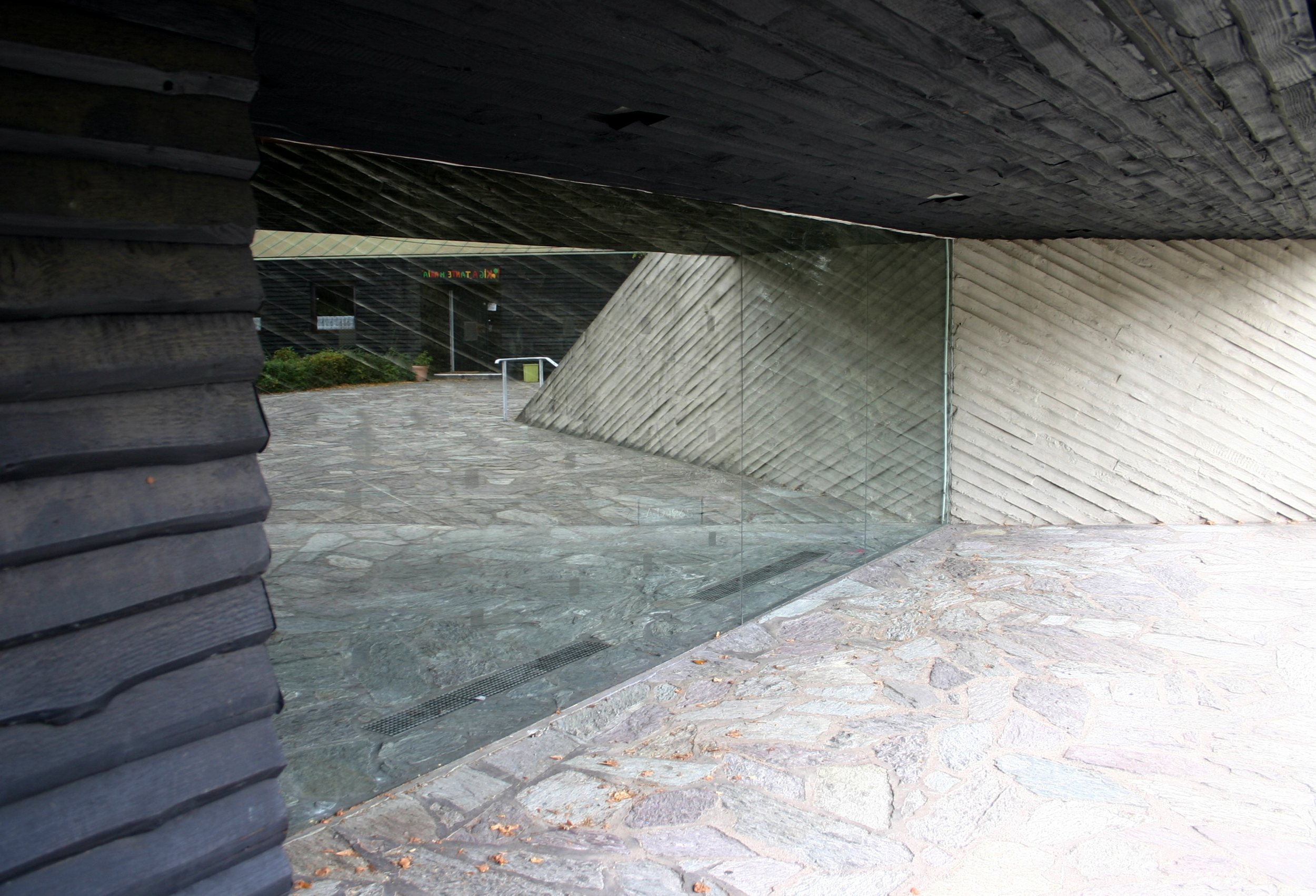
Vorderfront mit Verglasung
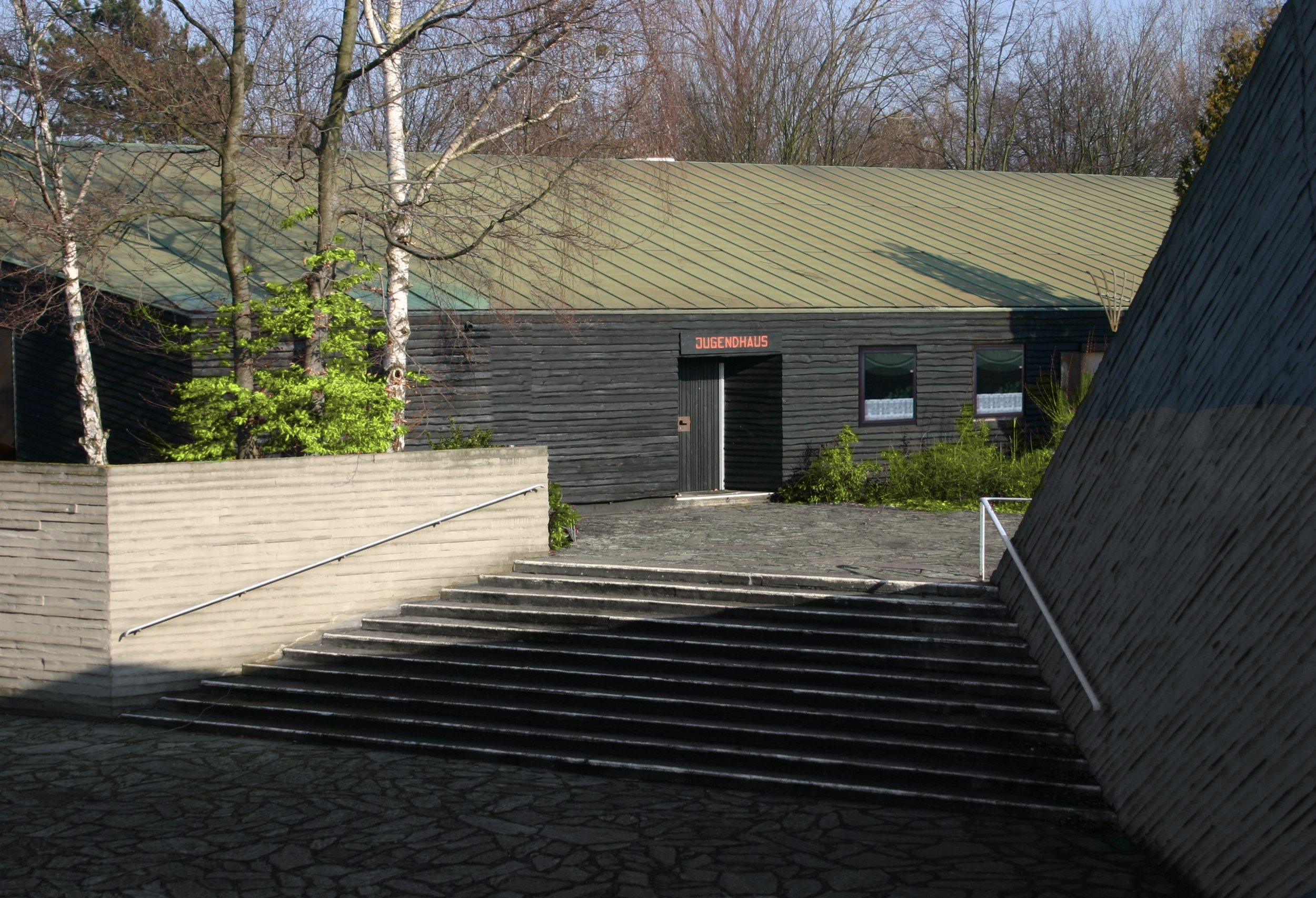
Treppe von Straßenebene auf Hauptplatz (Randbebauung inzwischen abgerissen)